# إيثولوز
إيثولوز (بالإنجليزية: Ethulose)‏ هو مُلَيِّن، ويُعرَف أيضًا باسم إيثيل هيدروكسي إيثيل السيلولوز (بالإنجليزية: ethylhydroxyethylcellulose)‏.
يُعَدُّ مُضافًا غذائيًّا يحمل رقم ن.ت.د 467، ويستخدم كمُستَحلِب.